# Acadie (métro de Montréal)
Pour les articles homonymes, voir Acadie (homonymie).
Acadie est une station de la ligne bleue du métro de Montréal. Elle est située, sur le boulevard de l'Acadie à Montréal et avenue Beaumont dans le quartier Parc-Extension de l'arrondissement Villeray–Saint-Michel–Parc-Extension à Montréal, sur le territoire de l'agglomération de Montréal, dans la province de Québec au Canada.
Elle est en correspondance avec des lignes de bus de jour et de nuit.

## Situation sur le réseau

Plan du métro en 2020.

La station souterraine Acadie du métro de Montréal est située sur la ligne bleue entre les stations Parc, en direction du terminus Saint-Michel, et Outremont, en direction du terminus Snowdon,.

## Histoire
La station Acadie, de la ligne bleue du métro de Montréal, est inaugurée le 28 mars 1988. L'origine du nom de la station Acadie provient de celui du boulevard homonyme situé à proximité. Ce nom rend hommage aux Acadiens déportés qui avaient refusé de prêter le serment d'allégeance à l'Empire britannique. La station est réalisée par les architectes Pierre Mercier, Pierre Boyer-Mercier et Patrice Poirier et sa décoration est due aux artistes Jean Mercier, Michel Morelli et Météore Design (Jean-François Jacques et Pierre-Marc Pelletier).
La station s'est brièvement appelée Station de l'Acadie entre mai et novembre 2014 avant que la Société de transport de Montréal ne revienne sur sa décision.
En 2021, le transit de la station est de 731 989 entrants.

## Services aux voyageurs

### Accès et accueil
- Édicule A: 6900 boulevard de l'Acadie.
- Édicule B: 999 de l'avenue Beaumont[9].

L'édicule A comporte une sortie vers la rue de l'Acadie.
L'édicule B comporte une sortie vers la rue Beaumont.

Les deux édicules sont proches de la Passerelle Marcelle-et-Jean-Coutu qui relis la station au Campus MIL.

Installations
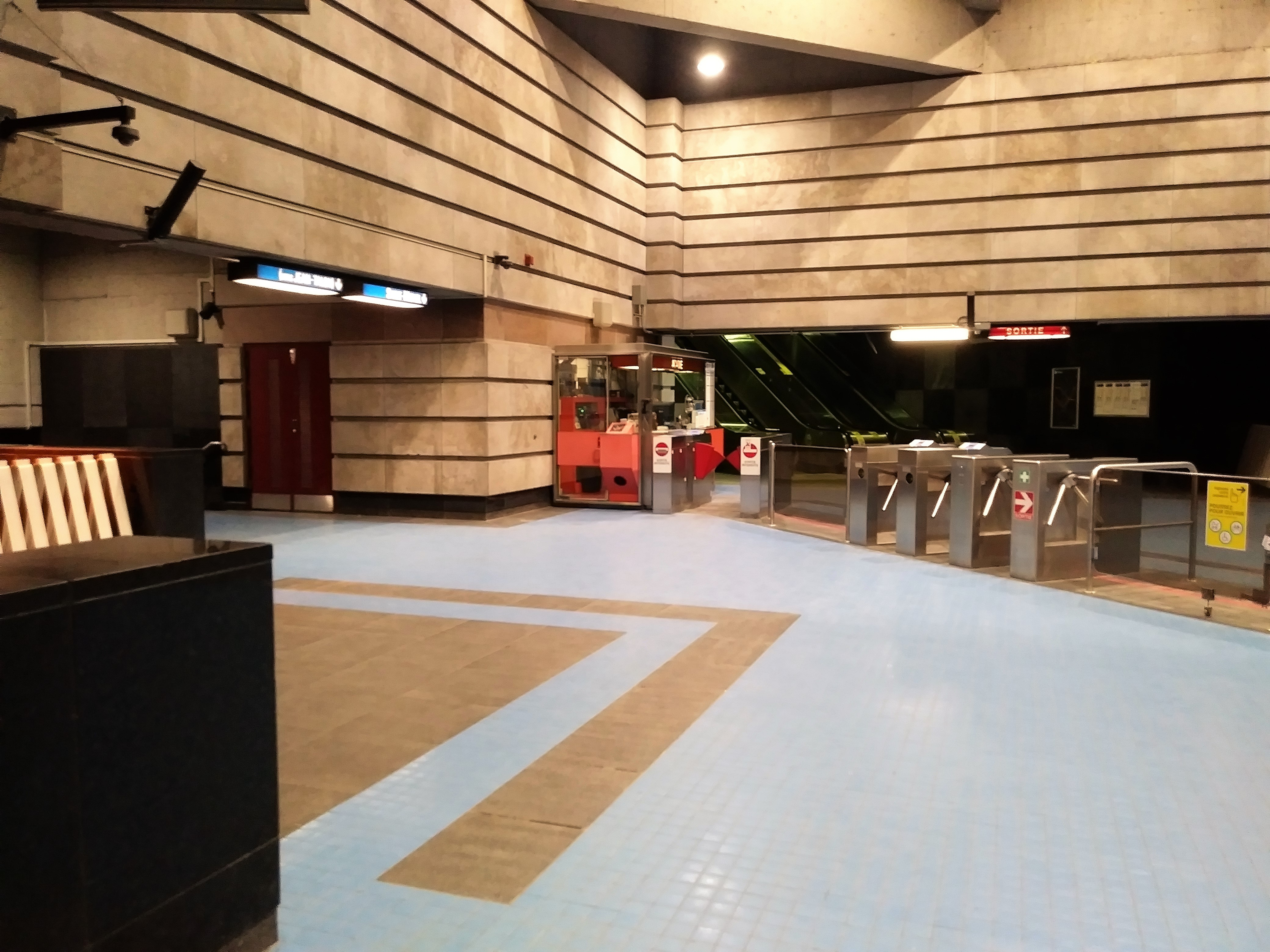
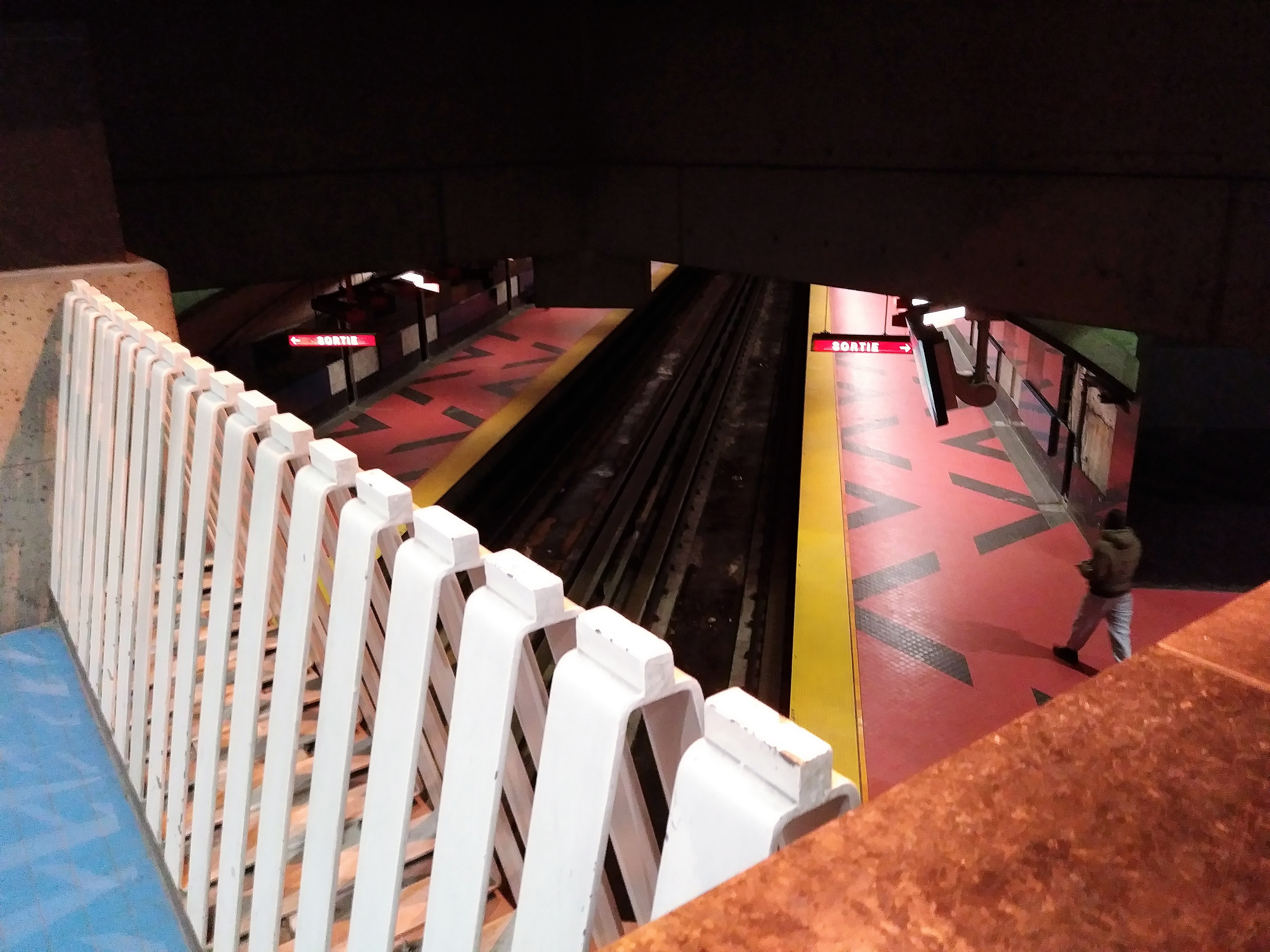
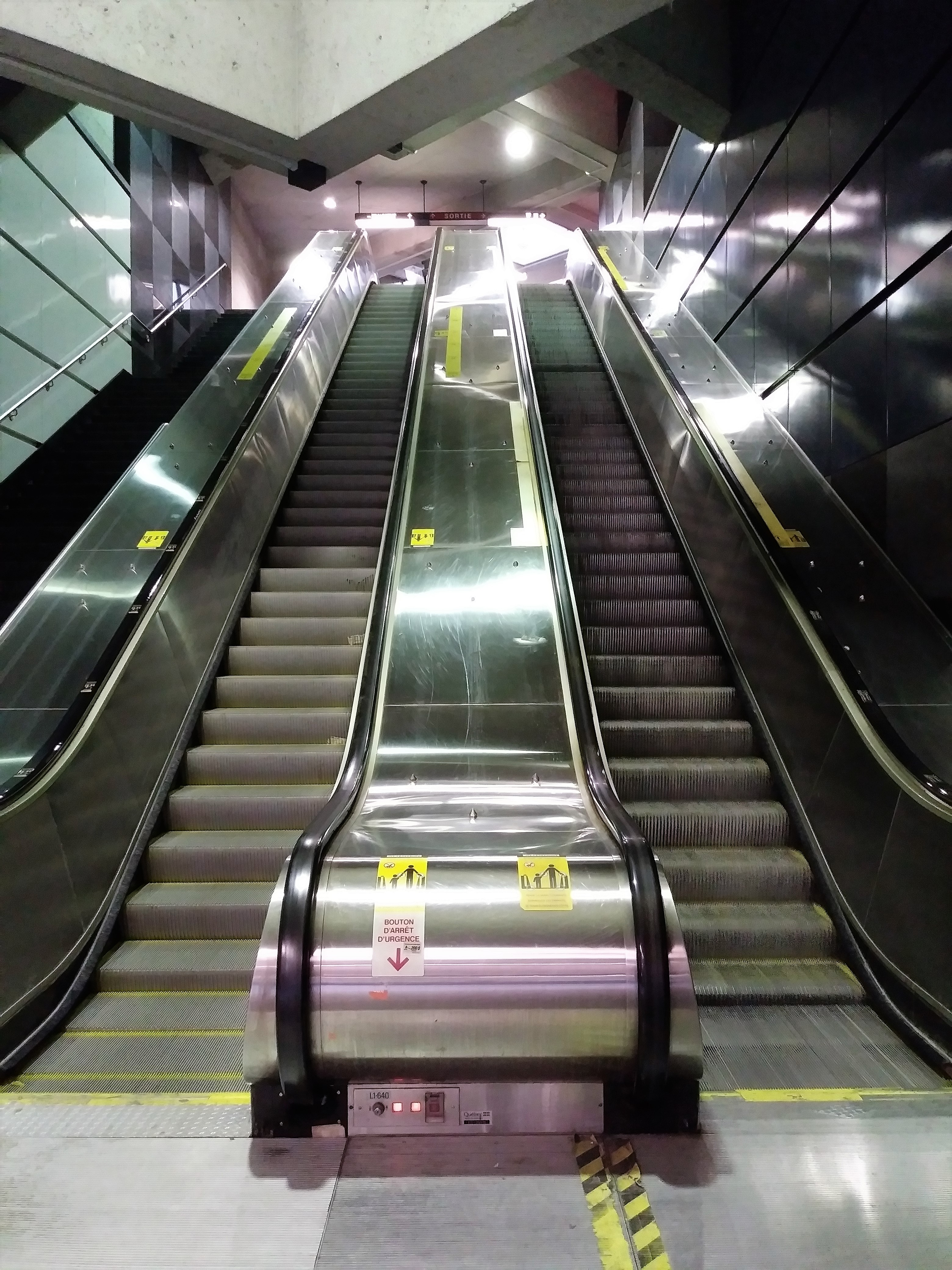

### Desserte
La station Acadie est desservie par les rames de la ligne bleue. En direction de Snowdon de 5 h 37 à 0 h 52 (semaine et dimanche) et à 1 h 22 (samedi).  En direction de Saint-Michel de 5 h 36 à 0 h 51 (semaine et dimanche) et à 1 h 21 (samedi). La fréquence de passage des rames est : en semaine, de trois à cinq minutes en heures de pointe (7 h à 9 h et 16 h à 18 h) et de cinq à dix minutes hors heures de pointe ; les samedi et dimanche, de huit à onze minutes sur l'ensemble de l'ouverture.

Installations et desserte
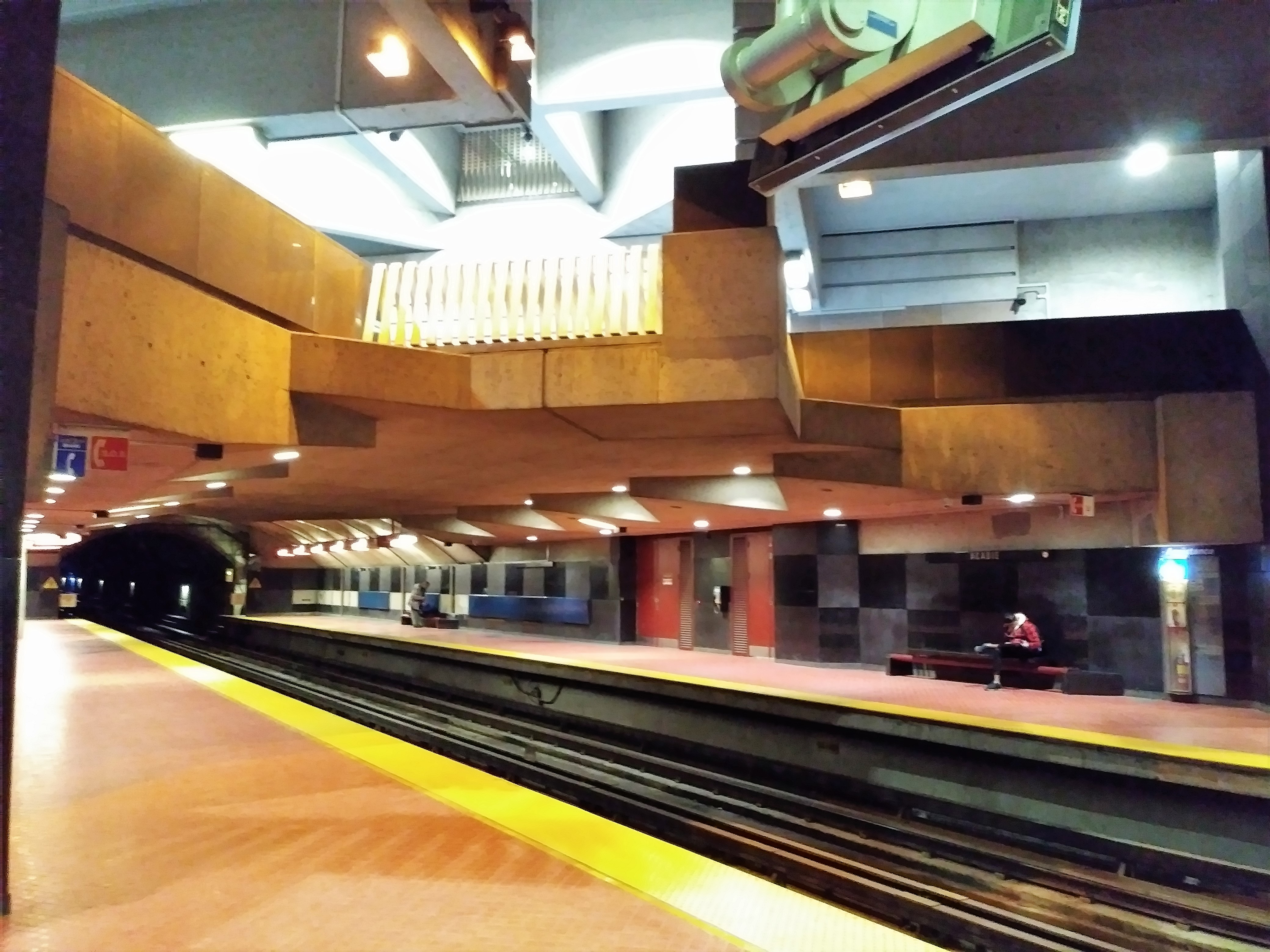
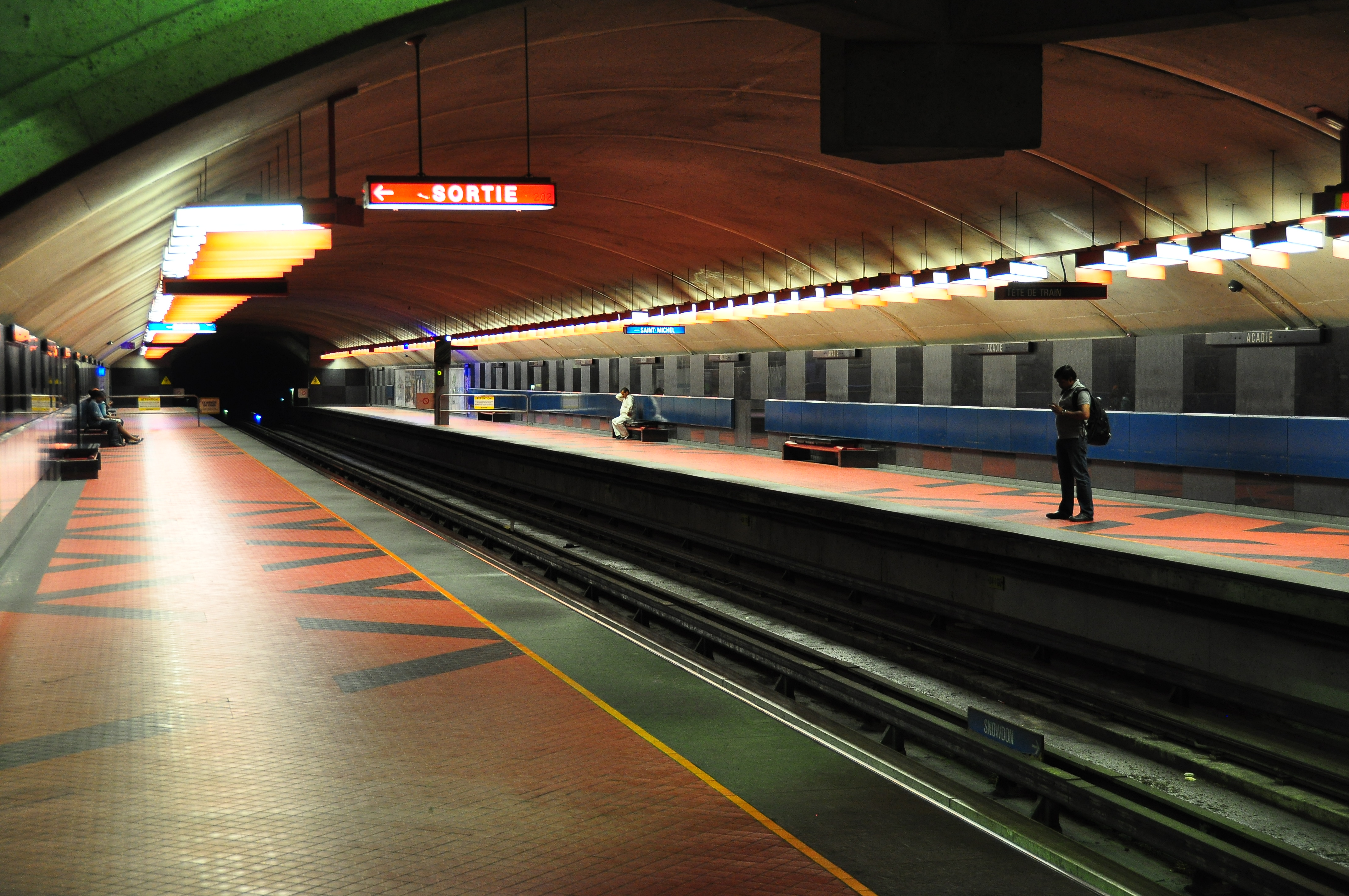
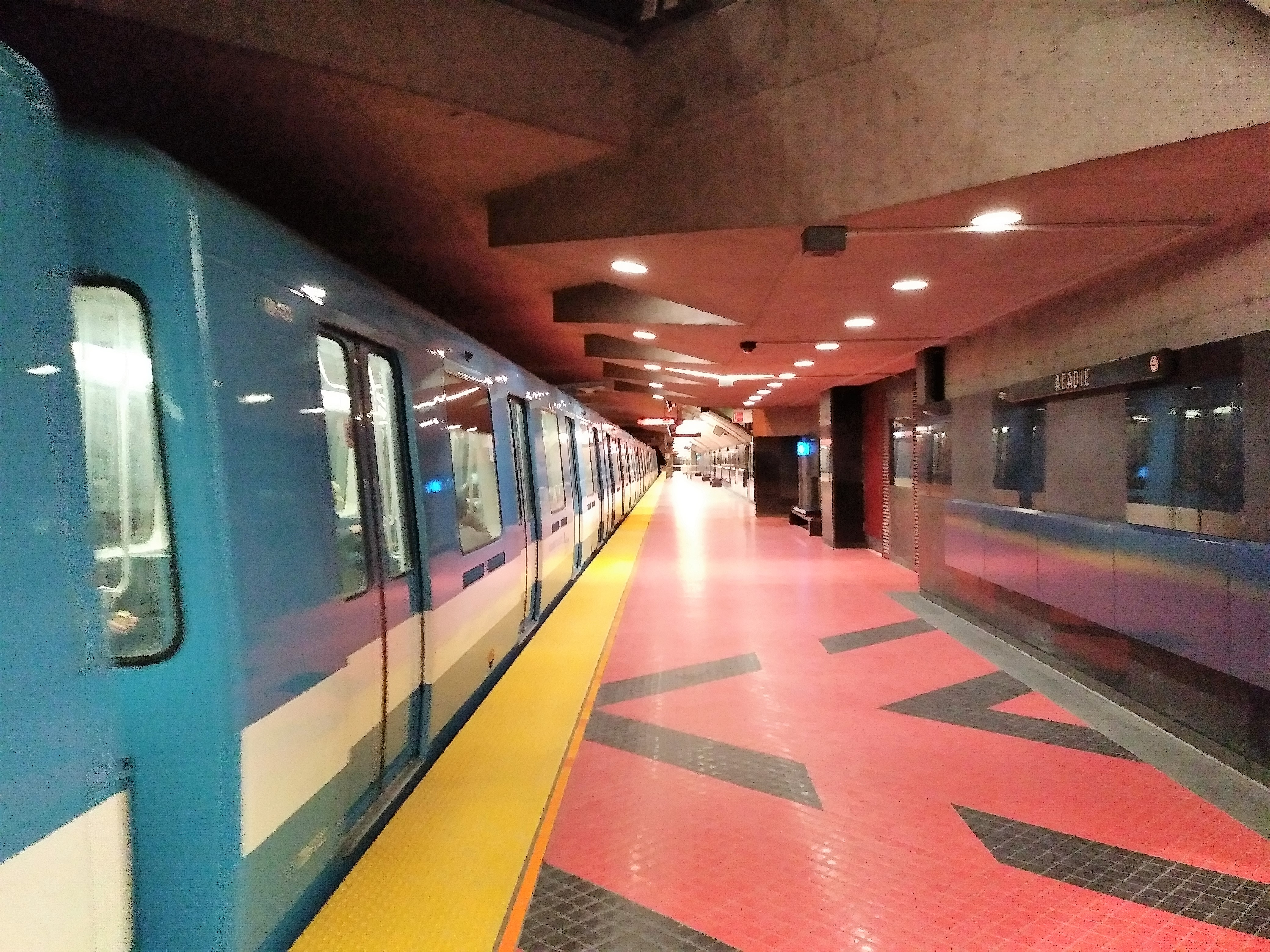

### Lignes de bus
| Numéros | Noms             | Service |
| ------- | ---------------- | ------- |
| 16      | Graham           | De Jour |
| 92      | Jean-Talon Ouest | De Jour |
| 179     | De l'Acadie      | De Jour |
| 365     | Avenue du Parc   | De Nuit |
| 372     | Jean-Talon       | De Nuit |

## Art dans le Métro
La station dispose : des œuvres murales de Jean Mercier ; des bancs de Météore Design ; et des bancs de Michel Morelli,.

Œuvres
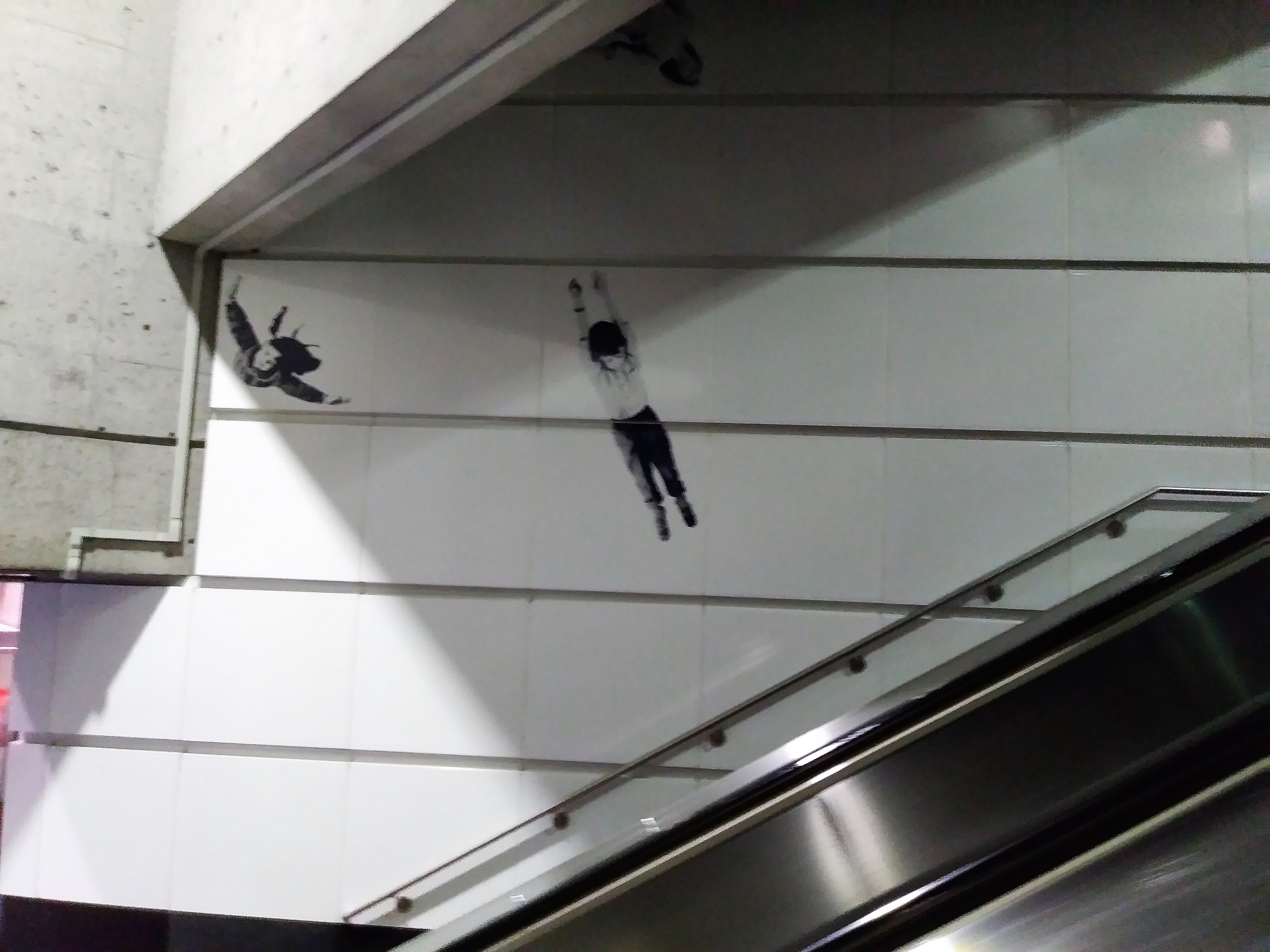
photographies murales de Jean Mercier.
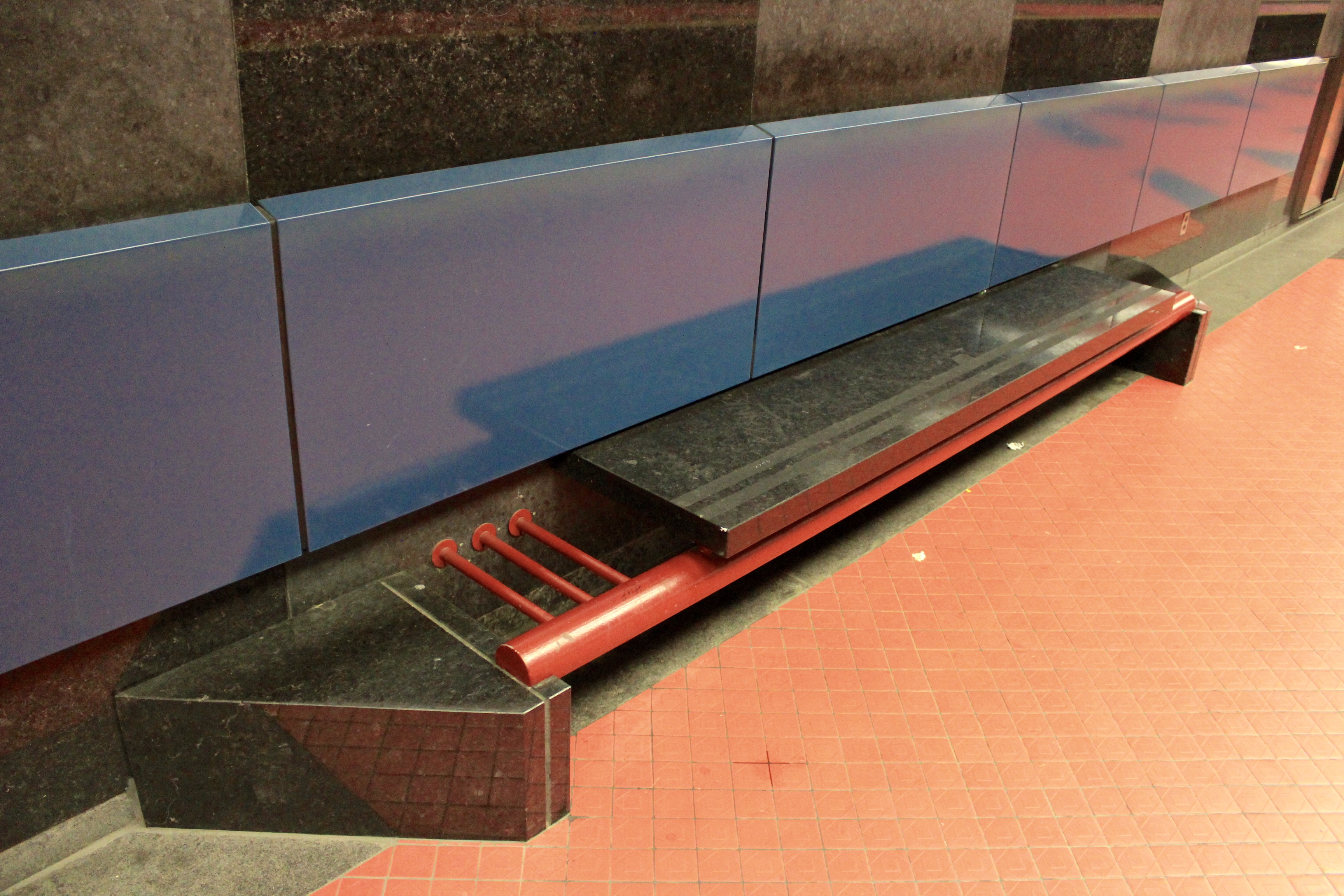
banc de Michel Morelli.

## À proximité
- Centre commercial Place l'Acadie-Beaumont
- Clinique René-Laennec
- Clinique privée MD-Plus
- Campus MIL